# Kivilommol
Kivilommol är en sjö i Finland. Den ligger i kommunen Kittilä i landskapet Lappland, i den norra delen av landet, 900 km norr om huvudstaden Helsingfors. Kivilommol ligger 295,7 meter över havet. Arean är 11,7 hektar och strandlinjen är 1,67 kilometer lång. Sjön  ingår i Kemi älvs huvudavrinningsområde. 